# 킬리 스미스
킬리 스미스(Keely Smith, 1932년 3월 9일 ~ 2017년 12월 16일)는 미국의 가수이다. 버지니아주 노포크에서 태어났다. 부친은 아일랜드 계통이며, 모친은 체로키 인디언이다. 특유의 개성적 용모와 노래로 인기를 얻기 시작하여 1948년에 트럼페터 겸 가수인 루이 프리마의 인정을 받아 그의 지도를 받았으며, 후에 결혼하였으나 1961년에 이혼하였다. 《사랑없는 세계》, 《누군가가 사랑하고 있다》 등의 앨범으로 호평받았다.

## 참고 문헌
- 이 문서에는 다음커뮤니케이션(현 카카오)에서 GFDL 또는 CC-SA 라이선스로 배포한 글로벌 세계대백과사전의 내용을 기초로 작성된 글이 포함되어 있습니다.